# Аталанта (футбольний клуб)
«Атала́нта» (італ. Atalanta Bergamasca Calcio) — італійський професійний футбольний клуб з міста Бергамо (Ломбардія). Виступає в Серії A, вищому рівні в системі футбольних ліг Італії.
Заснована в 1907 році, «Аталанта» є рекордсменом за кількістю зіграних сезонів у Серії A (63), не будучи в столиці області та не виграючи чемпіонський титул. Крім того, клуб є рекордсменом за кількістю підвищень до Серії A та спільної кількості титулів у Серії B разом із «Дженоа».
«Аталанта» виграла Кубок Італії в 1963 році та Лігу Європи УЄФА в сезоні 2023–24. Клуб чотири рази кваліфікувався до Ліги чемпіонів УЄФА, дійшовши до чвертьфіналу в 2020 році, і брав участь у шести сезонах Ліги Європи УЄФА (раніше відомої як Кубок УЄФА). «Аталанта» також дійшла до півфіналу Кубка володарів кубків у 1988 році, коли вона виступала в Серії B. Це найбільше досягнення клубу не з першого дивізіону у великому турнірі УЄФА.
Клуб проводить свої домашні ігри на «Гевісс Стедіум», а основними кольорами форми є чорний і синій. «Аталанта» має давнє суперництво з сусідньою «Брешією». Клуб також славиться своєю молодіжною академією, яка виховала кількох видатних талантів, які грали у вищих лігах Європи.

## Історія

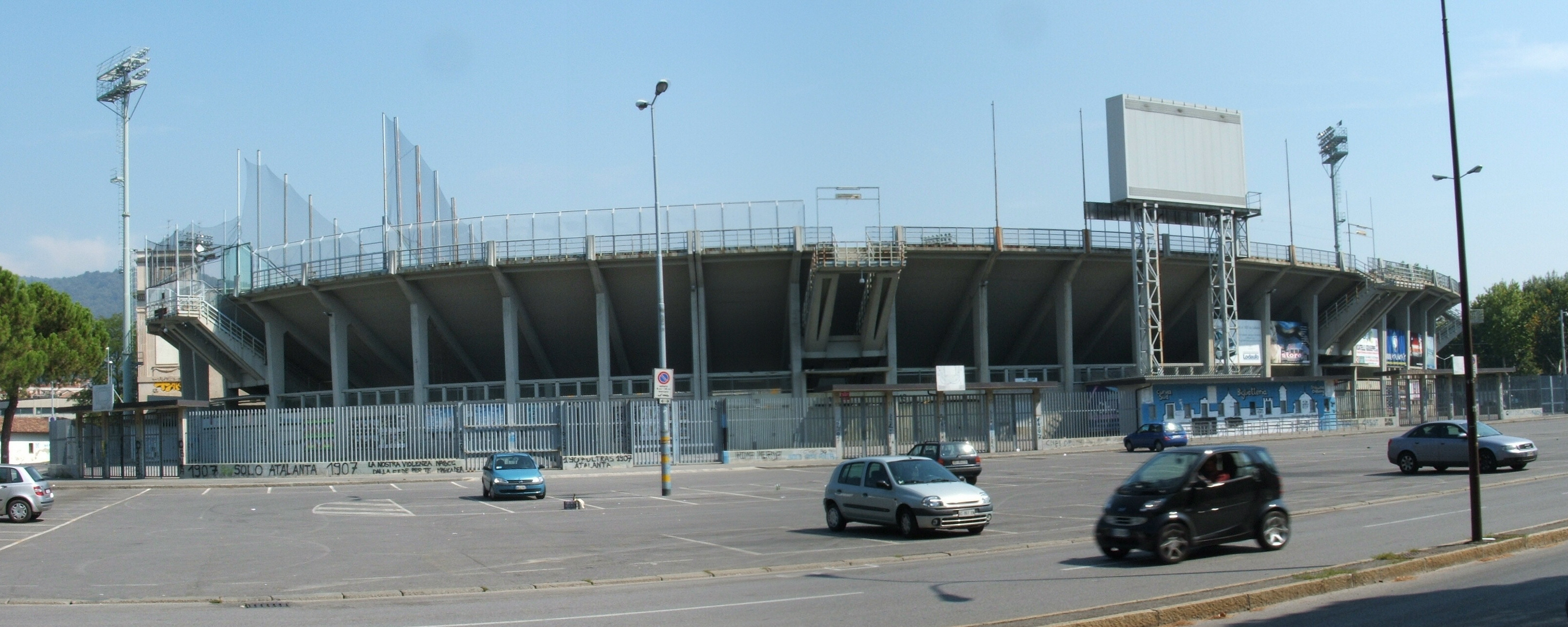
Стадіон «Атлеті Адзуррі д'Італія»

Першим футбольним клубом у місті Бергамо був ФК «Бергамо», заснований у 1903 році швейцарськими іммігрантами. ФК «Бергамо» виступав у зоні Ломбардії чемпіонату Італії.
17 жовтня 1907 року група у складі Еудженіо Урйо, Джуліо та Ферруччо Аматі, Алессандро Форліні і Джованні Роберті утворила спортивне товариство «Аталанта», яке було назване на честь героїні давньогрецької міфології. В 1913 році в товаристві була створена футбольна секція, а в 1914 році «Аталанта» була визнана Італійською федерацією футболу і стала брати участь у другій групі чемпіонату Ломбардії. В 1920 році команда піднялася до першої групи.
Раніше, в лютому 1920 року спортивне товариство «Аталанта» і спортивно-фехтувальне товариство «Бергамаска», яке поглинуло в 1913 році ФК «Бергамо», об'єдналися в футбольний клуб «Аталанта». Був прийнятий компромісний чорно-синій варіант кольорів клубу (кольори товариства «Аталанта» були чорно-білими, а товариства «Бергамаска» — синьо-білими). Першим тренером став натуралізований аргентинець Чезаре Ловаті, який незадовго до цього завершив кар'єру гравця.
В 1928 році спеціально для клубу побудували стадіон, який назвали на честь фашиста Маріо Брумани, а пізніше перейменували в «Атлеті Адзуррі д'Італія». В дебютному сезоні 1928/1929 у національному чемпіонаті «Аталанта» стала лише 14-ю в своїй підгрупі і наступного року потрапила до щойно створеної Серії B.
В сезоні 1932/1933 через проблеми з фінансуванням «Аталанта» ледь не знялася з першості. Лише завдяки продажу в «Амброзіану-Інтер» голкіпера збірної Карло Черезолі клубові вдалося дограти турнір.
Вперше потрапити до Серії А команді вдалося в 1937 році, однак за результатами того сезону «Аталанта» повернулася до Серії B, хоча заробила 120 000 лір від продажу в «Рому» свого найкращого півзахисника Джузеппе Бономі.
Повернення до еліти відбулося в 1940 році. «Аталанта» міцно закріпилася в Серії А і здобула репутацію «провінційного жаху». В 1948 році бергамаски за очільництва Іво Фіорентіні посіли рекордну для себе п'яту сходинку в чемпіонаті.
В 1952 році «Аталанта» відзначилася черговим гучним продажем: шведського форварда Гассе Єппсона продали в «Наполі» за 105 млн лір. Для цього знадобилась участь мера міста.
В 1955 році матч «Аталанта» — «Трієстина» вперше в історії бергамського клубу показали по телебаченню.
За три роки команда боролася за виживання, але «за порушення спортивних принципів» була відправлена до Серії B. В 1960 році команду реабілітували, проте вона вже на той момент повернулася до вищого дивізіону.
2 червня 1963 року на полі міланського «Сан-Сіро» «Аталанта» завоювала перший трофей у своїй історії, обігравши в фіналі Кубка Італії «Торіно» з рахунком 3:1. Хет-триком у цьому матчі відзначився майбутній чемпіон Європи і віце-чемпіон світу Анджело Доменгіні. В наступному сезоні відбувся дебют у Кубку володарів кубків, де в першому раунді в додатковий час «оробічі» поступилися майбутньому переможцю — лісабонському «Спортингу».
В 1969 році «Аталанта» знову вибуває до Серії B. В клубі змінюється керівництво: президентом стає Акілле Бортолотті.
В 1979 році починається «найглибше» падіння в історії клубу: за 5 років «Аталанта» проходить шлях від Серії А до Серії C1 і назад. Стрімкому поверненню посприяло запрошення до команди відомих тренерів Оттавіо Б'янкі і Недо Сонетті та зміна президента: в 1980 році Акілле Бортолотті передав повноваження своєму сину Чезаре.
В 1984 році «Аталанта» придбала шведського півзахисника Гленна-Петера Стромберга, який на довгий час стає лідером і конструктором атак бергамасків. У той самий час у Бергамо починає кар'єру Роберто Донадоні.
За три роки «Аталанта», вже залишивши Серію А, пробивається до фіналу Кубка Італії, де в обох матчах всуху програє чемпіону країни «Наполі», де саме виблискував Дієго Марадона.
Новим тренером команди призначають Еміліано Мондоніко. Участь у Кубку володарів кубків стає для «Аталанти» дуже вдалою: учасник Серії B дістається півфіналу, де в двох матчах знову програє майбутньому переможцю — бельгійському «Мехелену».
За рік «оробічі» повертаються до Серії А. Лінія півзахисту клубу в той час була одною з найкращих у його історії — Даніеле Фортунато, Еліджіо Ніколіні, Вальтер Боначіна та шведи Гленн-Петер Стромберг і Роберт Прітц. По завершенні сезону в клуб приходить відомий аргентинський нападник Клаудіо Каніджа. «Аталанта» посідає шосту сходинку і отримує путівку в Кубок УЄФА, де в 1/32 фіналу поступається московському «Спартаку». Ця поразка коштувала Мондоніко тренерського крісла. В сезоні 1989—1990 бергамаски стають сьомими. 7 червня 1990 року в автокатастрофі загинув президент клубу Чезаре Бортолотті, після чого президентом знову став його батько Акілле. Восени «Аталанта» знову стартувала в Кубку УЄФА і лише в чвертьфіналі програла співвітчизникам з «Інтера».
У сезоні 1992—1993 8-е місце з клубом завоював маловідомий тоді тренер Марчелло Ліппі. Перспективного тренера наступного сезону запрошує до себе «Наполі», а чорно-сині знову скочуються до Серії B.

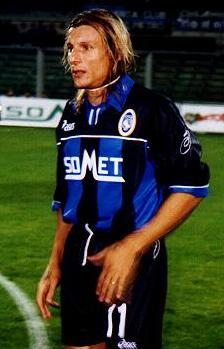
Клаудіо Каніджа

В 1994 році контрольний пакет акцій «Аталанти» придбав підприємець Іван Руджері. Він повернув до клубу тренера Еміліано Мондоніко, який взяв курс на омолодження складу. До команди запрошують талановитих нападників Крістіана Вієрі і Філіппо Індзагі, яких пізніше продають до «Ювентуса». В 1996 році в фіналі Кубка Італії «Аталанта» зазнає поразки від «Фіорентини». В чемпіонаті команда бореться за виживання і в 1998 році вирушає за звичним маршрутом до нижчого дивізіону.
Повернути клуб до еліти вдалося за 2 роки тренеру Джованні Вавассорі. В Серії А «Аталанта» стартувала дуже непогано і довгий час трималася в зоні Ліги Чемпіонів, але в кінці сезону скотилася на 7-у позицію. Під час міжсезоння керівництво виділило значні кошти на посилення команди. Але серйозних результатів фінансові вкладення не принесли: у 2002 році бергамці стали дев'ятими, а за рік вибули, поступившись «Реджині» в матчі за місце в Серії А. Як водиться, в Серії B «Аталанта» не затрималася, але повернення до вищого дивізіону стало невдалим: команда посіла останнє місце.
Зміну поколінь було доручено провести новому тренеру Стефано Колантуоно. Серйозно омолодивши склад, він впевнено виконав завдання виходу в Серію А, вигравши чемпіонат другого дивізіону. Перспективна молодь не загубилась і в когорті найсильніших, посівши в рік сторіччя клубу 8-е місце. Талановитого тренера одразу ж переманив «Палермо».
Новим наставником став Луїджі Дельнері, під керівництвом якого «К'єво» наганяв жаху на визнаних фаворитів першості. Дельнері продовжив політику свого попередника, і в 2008 році команда впевнено посіла 9-е місце, а за рік — 11-е. У 2009 році спеціаліст заявив про те, що залишить «Аталанту» після закінчення сезону, і керівництво стало шукати нового головного тренера.
У сезоні 2011/2012-го років з клубу було знято 6 очок за порушення заборони ставок на спорт, а її капітана Крістіано Доні дискваліфіковано на 3,5 роки.

## Склад команди
Станом на 29 квітня 2025
| №  | Поз. | Нац.        | Гравець                      |
| -- | ---- | ----------- | ---------------------------- |
| 2  | ЗХ   | Італія      | Рафаел Толой (капітан)       |
| 3  | ЗХ   | Кот-д'Івуар | Оділон Коссуну               |
| 4  | ЗХ   | Швеція      | Ісак Гін                     |
| 5  | ЗХ   | Австрія     | Штефан Пош                   |
| 6  | ПЗ   | Гана        | Ібрагім Сулемана             |
| 7  | ПЗ   | Колумбія    | Хуан Куадрадо                |
| 8  | ПЗ   | Хорватія    | Маріо Пашалич                |
| 9  | НП   | Італія      | Джанлука Скамакка            |
| 11 | НП   | Нігерія     | Адемола Лукман               |
| 13 | ПЗ   | Бразилія    | Едерсон                      |
| 15 | ПЗ   | Нідерланди  | Мартен де Рон (віце-капітан) |
| 16 | ПЗ   | Італія      | Рауль Белланова              |
| 17 | НП   | Бельгія     | Шарль Де Кетеларе            |
| 19 | ЗХ   | Албанія     | Берат Ґімшиті                |

| №  | Поз. | Нац.                 | Гравець            |
| -- | ---- | -------------------- | ------------------ |
| 22 | ЗХ   | Італія               | Маттео Руджері     |
| 23 | ЗХ   | Боснія і Герцеговина | Сеад Колашинаць    |
| 24 | ПЗ   | Сербія               | Лазар Самарджич    |
| 27 | ПЗ   | Італія               | Марко Палестра     |
| 28 | ВР   | Португалія           | Руй Патрісіу       |
| 29 | ВР   | Італія               | Марко Карнезеккі   |
| 31 | ВР   | Італія               | Франческо Россі    |
| 32 | НП   | Італія               | Матео Ретегі       |
| 42 | ЗХ   | Італія               | Джорджо Скальвіні  |
| 44 | ПЗ   | Італія               | Марко Брешіаніні   |
| 48 | НП   | Сербія               | Ваня Влахович      |
| 70 | НП   | Італія               | Даніель Мальдіні   |
| 77 | ПЗ   | Італія               | Давіде Дзаппакоста |

## Досягнення
Чемпіонат Італії:
- Бронзовий призер (4): 2018/19, 2019/20, 2020/21, 2024/25

Кубок Італії:
- Володар (1): 1962/63
- Фіналіст (5): 1986/87, 1995/96, 2018/19, 2020/21, 2023/24

Серія B:
- Переможець (6): 1927/28, 1939/40, 1958/59, 1983/84, 2005/06, 2010/11

Ліга Європи:
- Переможець (1): 2023/24

Кубок УЄФА:
- Чвертьфіналіст (1): 1990/91

Ліга чемпіонів УЄФА:
- 1/4 фіналу (1): 2019/20

## Відомі гравці
| - Карло Черезолі - Умберто Маскіо - Анджело Доменгіні - Гаетано Ширеа - Роберто Донадоні - Крістіан Вієрі - Філіппо Індзагі - Сімоне Індзагі - Алессіо Таккінарді - Антоніо Кабріні - Лучано Дзаурі | - Нікола Вентола - Іван Пеліццолі - Крістіано Доні - Рікардо Монтоліво - Массімо Каррера - Клаудіо Каніджа - Паоло Монтеро - Гленн-Петер Стромберг - Давор Вугринець - Еваїр - Руслан Маліновський |

## Відомі тренери
- Йозеф Віола
- Карло Черезолі
- Феруччо Валькареджі
- Чезаре Пранделлі
- Марчелло Ліппі

## Цікаве
- У 1986 році Робі Факкінетті написав гімн команди Atalanta azzurra. Існують три версії пісні: перша — входить як сторона A однойменної сорокоп'ятки, друга — інструментальна версія тієї ж пісні, третя — голос та фортепіано, записана автором пізніше.
- У 2007 році, до святкування сторіччя клубу, Робі Факкінетті написав Dea, офіційний гімн команди.